# The Canyons
The Canyons è un film del 2013 diretto da Paul Schrader.
Il soggetto e la sceneggiatura sono ad opera dallo scrittore Bret Easton Ellis.

## Trama
La storia di cinque ventenni alla ricerca di potere, gloria ed amore ad Hollywood. Christian è un edonista manipolatore che gioca con il potere approfittando dei privilegi che gli garantisce il suo illimitato fondo fiduciario. Da un anno fa coppia fissa con un'aspirante attrice, Tara, con la quale vive una storia all'insegna del sesso e della trasgressione più estrema. Tutto precipita all'indomani della comparsa di Ryan, compagno dell'assistente di Christian, Gina, ed ex di Tara, scelto come protagonista del film horror che Christian intende produrre.
Christian, sospettando legittimamente di Tara, la fa pedinare, scoprendo la tresca con Ryan. Il ragazzo, costretto ad una prestazione omosessuale per tenere la parte del film, capisce che il produttore ha scoperto la sua relazione e, conoscendo Cynthia, la ex di Christian, le chiede di contattare Tara per impressionarla con una storia di perversione estrema che la induca a lasciare il compagno prima che si spinga troppo oltre.
Tara riferisce a Christian che per risposta le rinfaccia la relazione che ha scoperto. Più tardi uccide Cynthia e poi chiede a Tara di dargli un alibi minacciando di uccidere Ryan se i due proveranno a rivedersi.
Passa il tempo e Christian l'ha fatta franca mentre Tara ha un nuovo compagno, ma è tutt'altro che rasserenata. Mentre Ryan, seppure a distanza, continua a pensare a Tara e ad informarsi su di lei.

## Produzione

### Riprese
Le riprese della pellicola sono iniziate il 12 luglio e si sono concluse il 14 agosto 2012.

### Location
Le riprese del film si sono svolte in California (Stati Uniti d'America), nelle città di West Hollywood e Venice.

### Budget
Il budget del film viene quasi interamente finanziato tramite il sito web Kickstarter, un portale di crowdfunding per progetti creativi, che ha già dato vita a progetti vari, tra cui film indipendenti, spettacoli teatrali e musica.

## Distribuzione
Il primo trailer del film viene pubblicato il 9 ottobre 2012. Il film è stato distribuito nelle sale cinematografiche statunitensi il 2 agosto 2013, mentre in Italia il film esce il 14 novembre 2013, distribuito da Adler Entertainment.
La pellicola è stata presentata il 30 agosto 2013 alla 70ª edizione della Mostra internazionale d'arte cinematografica di Venezia come film fuori concorso.

## Critica
Il film ha ricevuto critiche molto aspre, soprattutto per l'ambientazione anni '80 e per la recitazione poco incisiva dei protagonisti.